# 韋尼蒂 (阿拉斯加州)
韋尼蒂（英語：Venetie）是位於美國阿拉斯加州育空-科尤庫克人口普查區的一個人口普查指定地區。根據2010年美國人口普查，該地人口為166人，而該地的面積約為54.00平方千米。

## 地理
韋尼蒂的座標為67°03′20″N 146°24′58″W / 67.05556°N 146.41611°W，而該地的平均海拔高度為174米（即570英尺）。